# Władimir Burba
Władimir Trofimowicz Burba (ros. Владимир Трофимович Бурба, ur. 1918 w Radomyślu, zm. 7 sierpnia 1944 niedaleko Warszawy) – radziecki wojskowy, porucznik, uhonorowany pośmiertnie tytułem Bohatera Związku Radzieckiego (1945).

## Życiorys
Urodził się w ukraińskiej rodzinie robotniczej. Skończył szkołę średnią, od 1938 do 1940 odbywał służbę wojskową, w 1941 skończył dwa semestry Leningradzkiego Instytutu Budowy Okrętów. W czerwcu 1941 ponownie został powołany do armii, od 1942 uczestniczył w wojnie z Niemcami. Walczył na Froncie Południowym, Południowo-Zachodnim, 3 Ukraińskim i 1 Białoruskim. W 1942 ukończył kursy "Wystrieł". 1 sierpnia 1944 jako dowódca kompanii 220 gwardyjskiego pułku piechoty 79 Gwardyjskiej Dywizji Piechoty 8 Gwardyjskiej Armii w stopniu porucznika brał udział w forsowaniu Wisły na południowy wschód od Warszawy. Później dowodzona przez niego kompania przez cały dzień odpierała niemieckie kontrataki. Następnego dnia kompania Burby przeszła do kontrnatarcia; Burba osobiście uszkodził granatami dwa czołgi, dzięki czemu siódmy niemiecki atak został odparty. Kilka dni później zginął podczas kolejnego starcia. Jego imieniem nazwano ulicę w Radomyślu.

## Odznaczenia
- Złota Gwiazda Bohatera Związku Radzieckiego (pośmiertnie, 24 marca 1945)
- Order Lenina (pośmiertnie)
- Order Czerwonej Gwiazdy